# Synopsidia ardschira
Synopsidia ardschira là một loài bướm đêm trong họ Geometridae.